# Hendrik Tollens

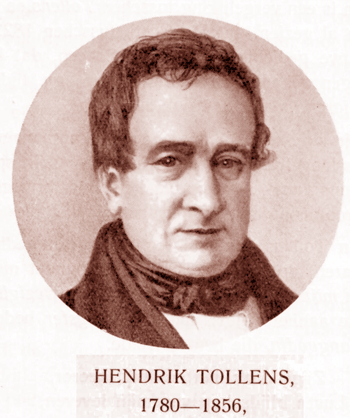
Hendrik Tollens

Henricus Franciscus Caroluszoon (Hendrik) Tollens, född 24 september 1780 i Rotterdam, död 21 oktober 1856 i Rijswijk, var en nederländsk skald.
Tollens var endast femtonårig, då han diktade eldiga frihetssånger, som med jubel mottogs i klubbar och sjöngs av borgargardet. Vid samma tid började han även skriva för teatern. Sin bästa framgång på detta område hade han med sorgespelet Hoekschen en Kabeljaauwschen (1806); man talade om hans "lyra av elfenben och silver". Dessförinnan hade hans Idyllen en minnezangen (1801–05) tillvunnit honom namnet "Hollands Salomon Gessner". Hans rykte växte genom prisdikten Dood van Egmond en Hoorn (1805) och samlingen Gedichten (1808; flera upplagor). 
Genom sina folkliga visor, barnsånger, ballader, festsånger och patriotiska dikter (däribland folkhymnen Wien Neerlands bloed, 1816) blev Tollens nationens älsklingsskald. Hans beskrivande dikt Tafereel van de overwintering der nederlanders op Nova Zembla (prisbelönt 1816) anses för ett mästerstycke i sin art. Diktsamlingarna Nieuwe gedichten (1822–28) och Laaste gedichten (1849 och senare) mottogs med oförminskat bifall. År 1846 upphörde han med den fäderneärvda handelsaffär han sedan unga år innehaft. En mängd hedersbetygelser ägnades hans minne, och hans bildstod restes 1860 i Rotterdam. Hans Gezamenlijke dichtwerken utgavs i åtta band 1853–57.